# Rue du Metz
Ne doit pas être confondu avec rue de Metz.
La rue du Metz est une rue de Lille, dans le Nord, en France.

## Situation et accès
Il s'agit de l'une des rues du quartier du Vieux-Lille qui relie la rue de la Halle à la rue Saint-Sébastien. Elle croise la rue Princesse et la rue de Jemmapes.

## Origine du nom
Ce nom de Metz signifiait ferme ou Cense à laquelle conduisait la rue. Cette ferme qui existait au XIIIe siècle avait été donnée à l'hospice Comtesse par la Comtesse Jeanne.

## Historique
La rue du Metz est comprise dans  l'agrandissement de la ville vers la Citadelle et le nord en 1670 à la suite de la conquête de Louis XIV. Cette voie figurant sur un plan de 1667 est une des rares préexistant à cette extension. Elle apparaît sur ce document non bordée de construction. 

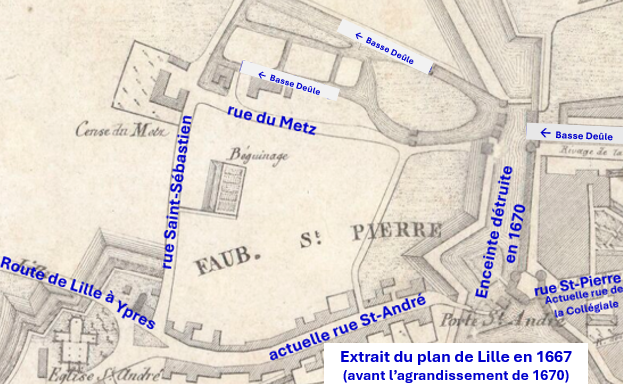
Rue Saint-Sébastien et rue du Metz sur plan de 1667
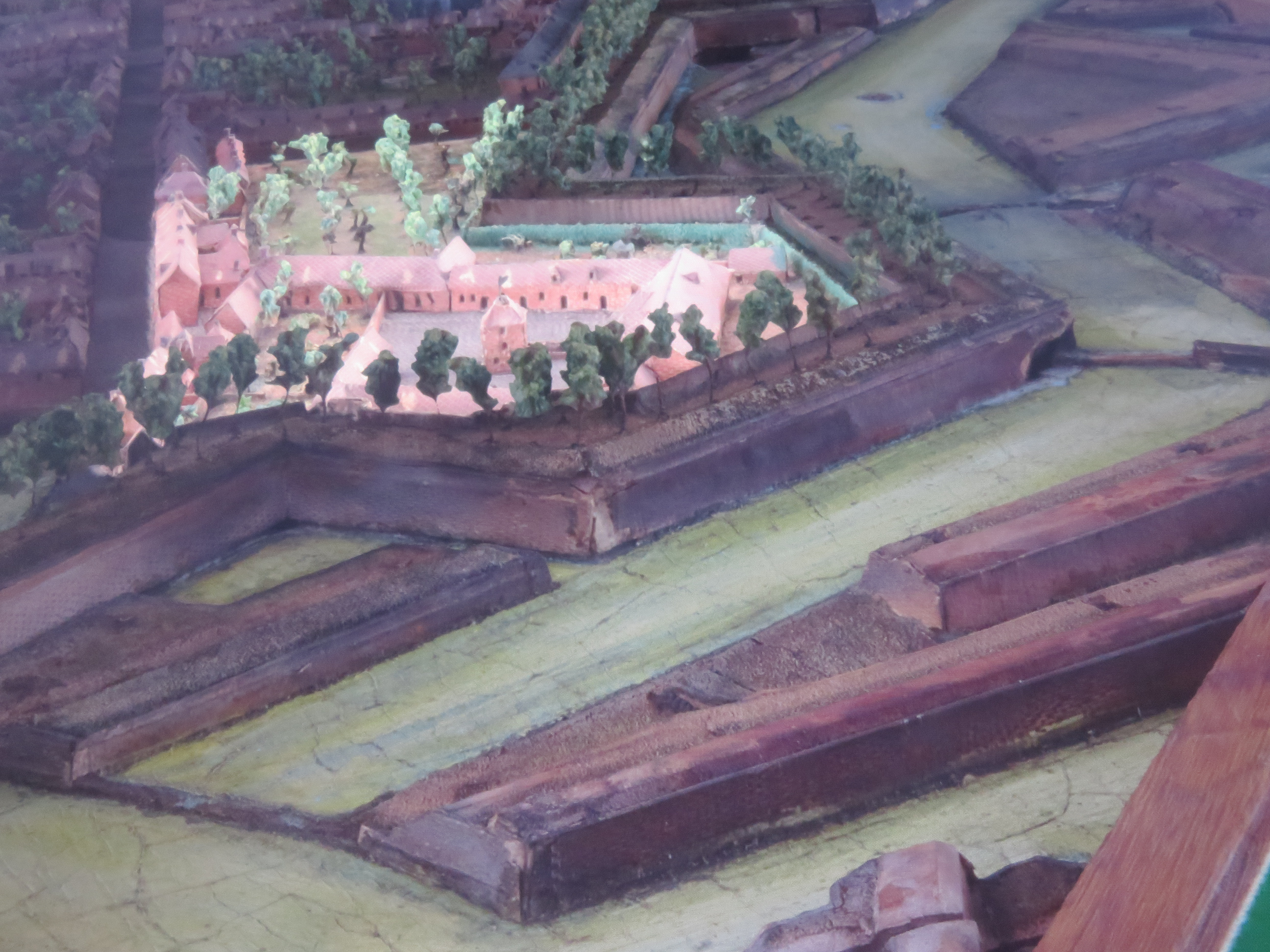
Cense du Metz dans le bastion.

La Cense du Metz est englobée dans le bastion du Metz de l'enceinte de Vauban du début des années 1670. Cette ferme qui disparait au cours du XVIIIe siècle est remplacée par un abattoir établi en 1825 sur ce bastion. L'abattoir démoli dans les années 1990 est remplacé par un ensemble immobilier de style néo-flamand.

## Bâtiments remarquables et lieux de mémoire
- Un hôtel particulier du XVIIIe siècle situé à l’angle de la rue Princesse.
- Un ancien établissement industriel (moulin) avec façade d'architecture néo-classique à l’angle de la rue de Jemmapes.